# Benim nos Jogos Olímpicos de Verão de 2004
Benim competiu nos Jogos Olímpicos de Verão de 2004, em Atenas, na Grécia.